# Улица Маркова (Владикавказ)
Улица Маркова — улица во Владикавказе, Северная Осетия, Россия. Находится в Промышленном муниципальном округе между улицами Чапаева и Ватутина. Начинается от улицы Ватутина.
Является восточной границей (до пересечения с улицей Ватутина) исторического центра, причисленного к выявленным объектам культурного наследия регионального значения.
Улицу пересекают улицы Джанаева, Титова, Чкалова, Олега Кошевого и переулок Партизанский. На улице заканчиваются Кирова и Льва Толстого.

## История
Улица названа именем революционера Сергея Маркова.
Улица сформировалась во второй половине XIX века. Впервые отмечена в 1891 году в списке улиц города Владикавказа как «Вокзальный проспект».
Упоминается под этим же названием в Перечне улиц, площадей и переулков от 1911 года.
В конце XIX века на проспекте располагались управление Владикавказского военного округа, штаб 3-й Кавказской казачьей дивизии. На углу с улицей Госпитальной (сегодня — улица Титова) находились мужские приходские училища. В здании современного полиграфического училища находилась мебельная фабрика Крейчи. На месте современной гостиницы «Кадрагон» располагалась усадьба с садом нефтепромышленника В. Нитабуха.
1 декабря 1922 года городской совет переименовал Вокзальный проспект в улицу Маркова.
На правой стороне проспекта находилась липовая аллея, которая была вырублена в 60-е годы XX столетия при расширении проезжей части.
Ранее по улице Маркова в сторону улицы Ватутина проходили трамвайные пути.

## Объекты
Памятники культурного наследия
- д. 1а/ Джанаева, 44а — памятник истории. В этом доме проживала народная артистка СОАССР Зоя Григорьевна Кочисова.
- д. 4 — памятник. В этом доме в кв. № 84 в 1971—1983 гг. жил и умер участник борьбы за Советскую власть Георгий Антонович Тиджиев.
- д. 19 — памятник истории. В этом доме в 1923—1935 годах жил Герой Советского Союза, генерал-майор Борис Николаевич Аршинцев.
- д. 22 — памятник архитектуры.
- д. 24 — Железнодорожный вокзал. Памятник архитектуры. Построен в 1960 году, архитектор — Н. Д. Яковенко
- д. 25/ Кирова, 61 — памятник истории. В этом доме в 1957—1967 годах жил врач-хирург Солтанбек Савельевич Ханаев.
- д. 26 — памятник архитектуры. Здание Художественно-промышленной профессионально-технической школы им. С. Халтурина.
- д. 28 — памятник архитектуры. Здание Клуба железнодорожников им. Августовских событий. Построен в 1923 году.
- д. 41 — памятник архитектуры.
- д. 42 — памятник архитектуры. Бывшая Мебельная фабрика А. Ф. Крейчи.
- д. 43/ Льва Толстого 56 — памятник истории. В этом доме в кв. № 14 в 1946—1979 годах находилась квартира-мастерская одного из основателей Северо-Осетинского союза художников, заслуженного деятеля искусств СОАССР Николая Емельяновича Кочетова.
- д. 44 — памятник истории. Полиграфическое училище. Ранее в этом здании находилась мебельная фабрика Крейчи[6]. Здание, где в марте-июле 1918 г. работал Совет Народных Комиссаров Терской Республики, размещалась школа, в которой в 1931—1935 гг. учился Герой Советского Союза Александр Максимович Гагиев. Здесь в 1941—1942 гг. размещались военные госпитали ЭГ — 367, ЭГ — 377 и формировались подразделения 1-го полка Северо-Осетинской Союзной бригады народного ополчения.
- д. 51 — памятник истории. В этом доме жил участник Гражданской войны Н. Г. Маркин.
- д. 61 — памятник архитектуры и градостроительства.
- д. 69 — памятник архитектуры и градостроительства.
- д. 91/ Олега Кошевого, 64 — памятник истории. В этом доме проживал активный участник Великой Отечественной войны Е. С. Рыклис.

Другие здания
- Здание бывшего Управления Владикавказского округа
- Здание бывшего штаба 3-й казачьей дивизии
- Школа № 6
- Гостиница «Кадрагон».